# Câmaras de comércio

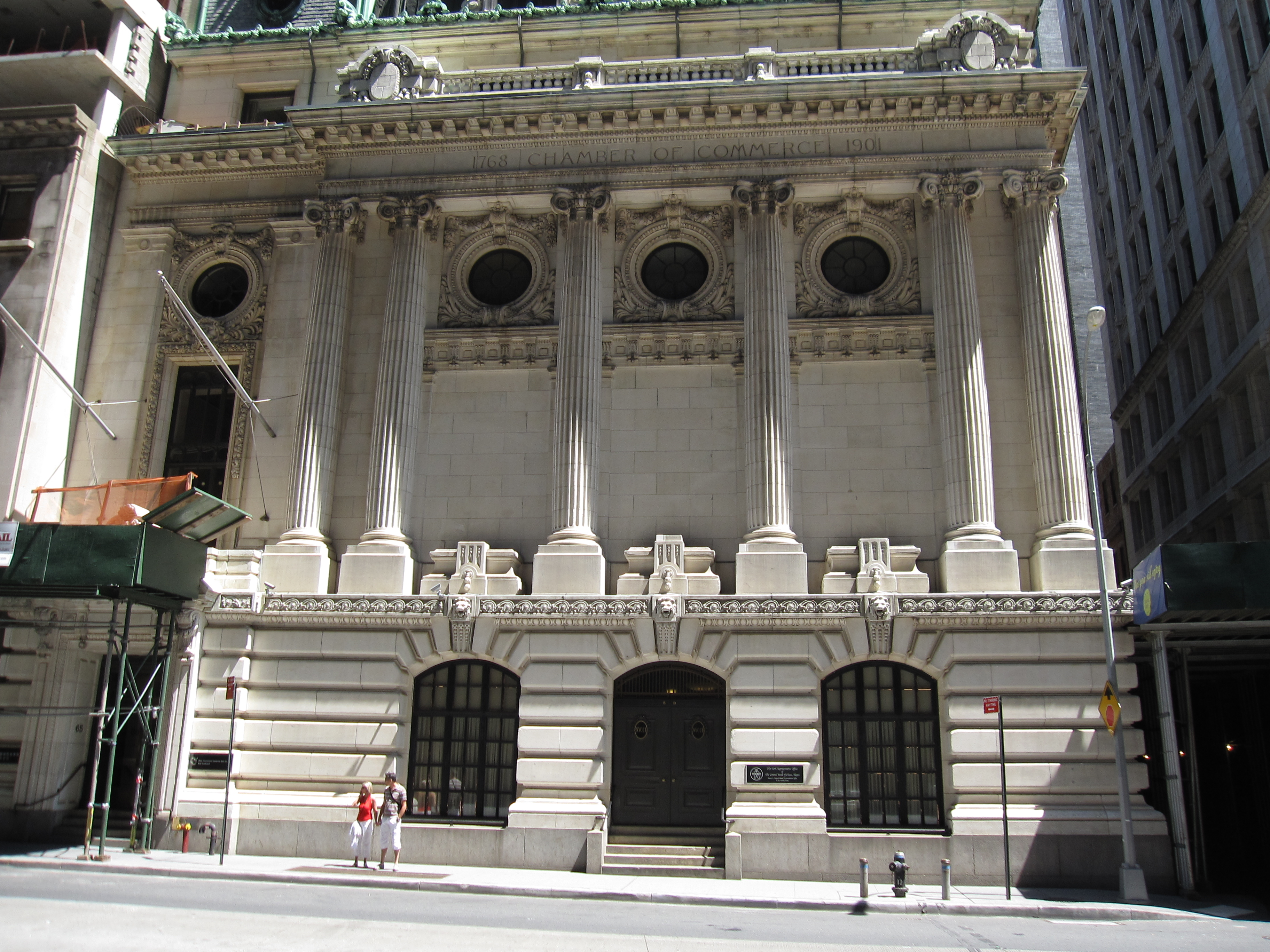
Antiga sede da Câmara de Comércio do Estado de Nova York, a mais antiga Câmara de Comércio dos Estados Unidos, fundada em 1768 durante o período colonial britânico

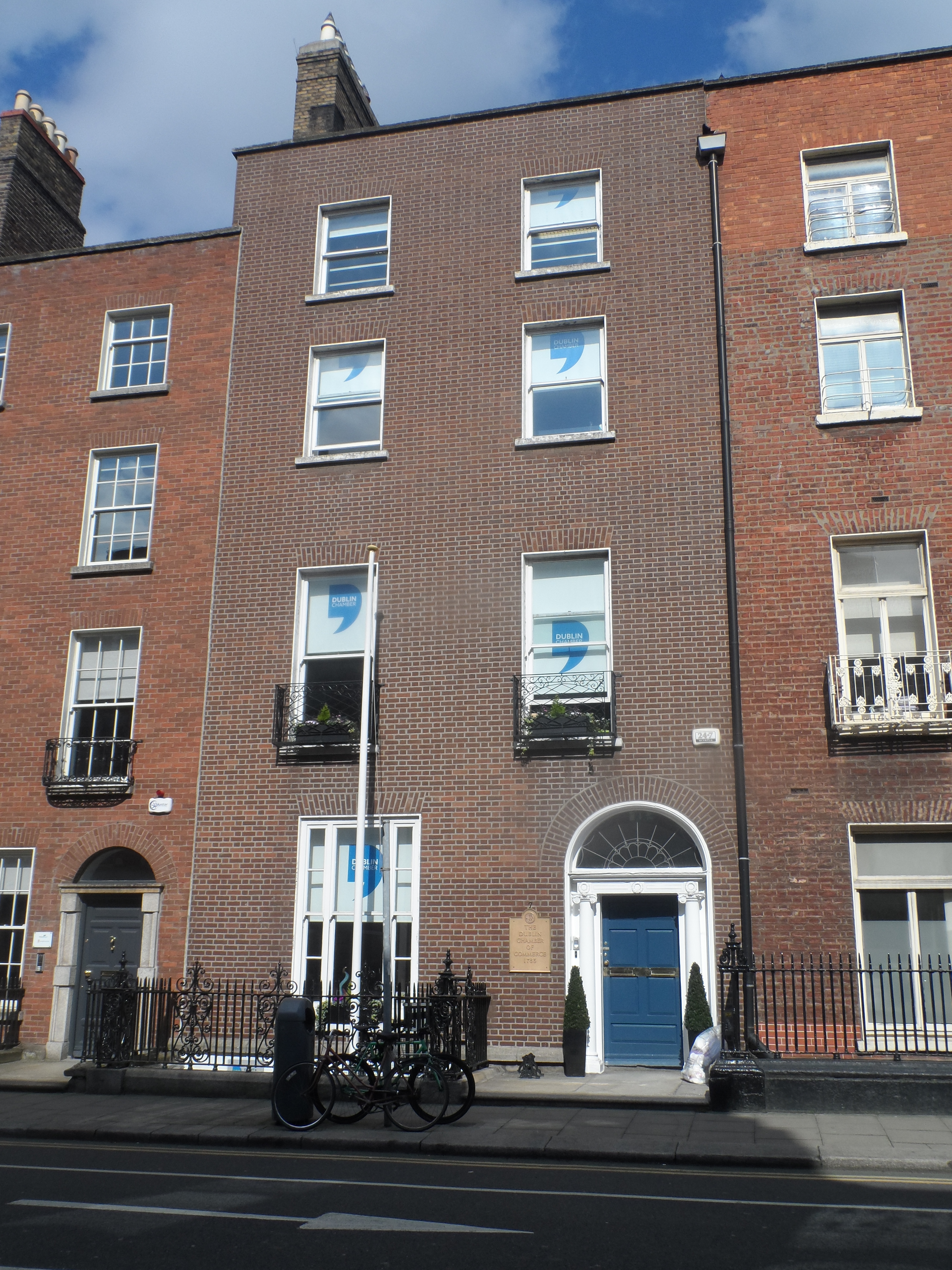
Câmara de Comércio de Dublin, fundada em 1783

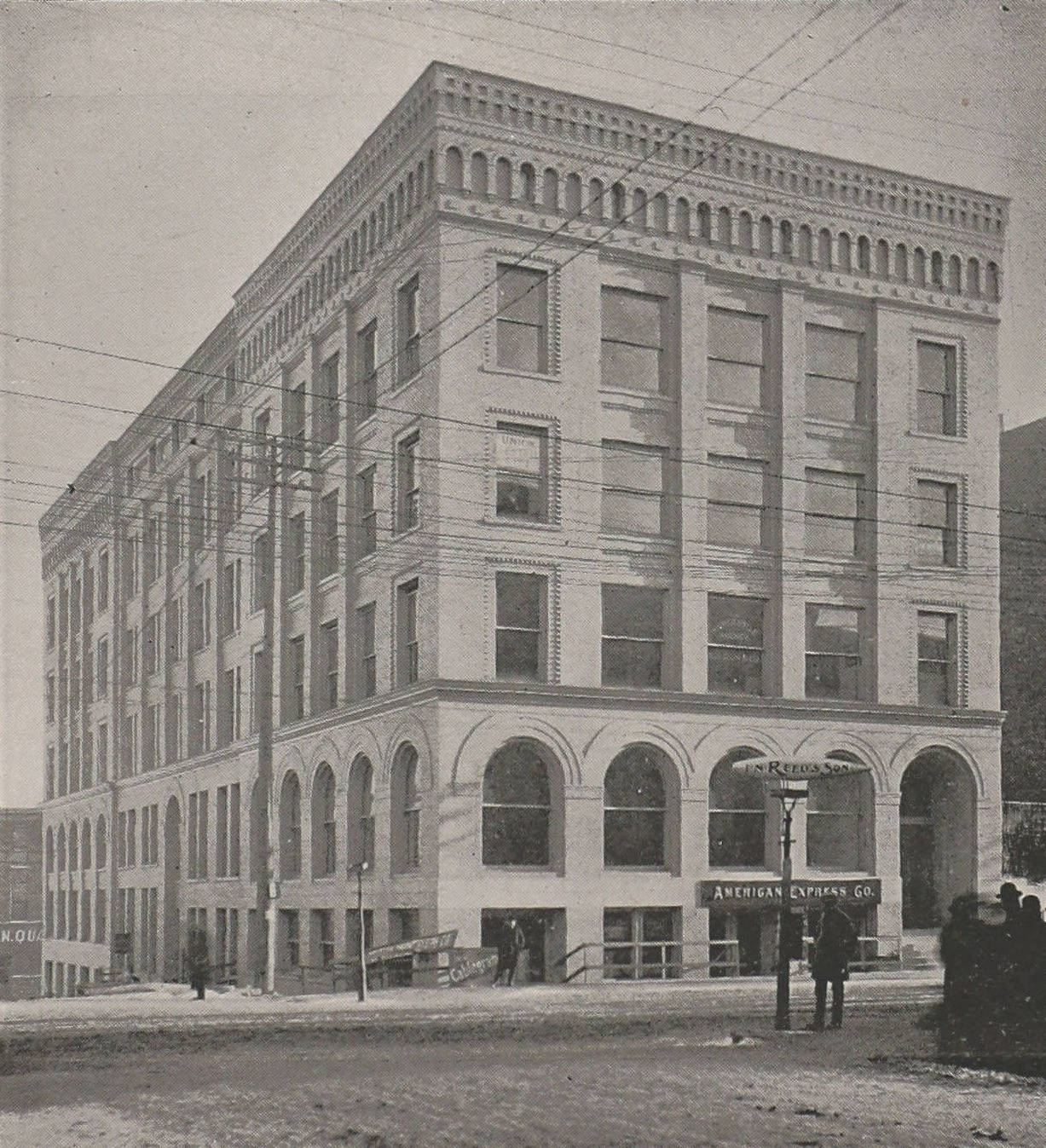
Câmara de Comércio de Toledo, 1895

Uma câmara de comércio, ou junta comercial, é uma forma de rede de negócios, por exemplo, uma organização local de empresas cujo objetivo é promover os interesses das empresas. Proprietários de empresas em vilas e cidades formam essas sociedades locais para defender a comunidade empresarial. As empresas locais são membros e elegem um conselho de administração ou conselho executivo para definir a política da respectiva câmara de comércio. O conselho nomeia um presidente, CEO (diretor executivo), além de pessoal adequado ao tamanho, para administrar a organização.
Uma câmara de comércio pode ser uma associação voluntária ou obrigatória de empresas comerciais pertencentes a diferentes ramos de negócios ou industriais. Eles servem como porta-vozes e representantes de uma comunidade empresarial. Eles diferem de país para país.

## História
A primeira câmara de comércio foi fundada no ano de 1599 em Marselha, França, como a "Chambre de Commerce".
Outra câmara de comércio oficial surgiu 65 anos depois, provavelmente  em Bruges, então parte da Holanda espanhola.
A câmara de comércio de língua inglesa mais antiga do mundo e da América do Norte é a Câmara de Comércio de Halifax, fundada em 1750.
A Câmara de Comércio da cidade de Glasgow, foi fundada em 1783. No entanto, a Câmara de Comércio de Hull é a mais antiga do Reino Unido, seguida pelas de Leeds e de Belfast, na atual Irlanda do Norte. 
Como uma ONG, uma câmara de comércio não tem poderes para criar leis ou aprová-las, sobretudo leis e regulamentos que afetam os negócios. Pode, no entanto, fazer lobby, ou seja, buscar influenciar legisladores ou administradores públicos na tentativa de aprovar leis favoráveis às empresas. 

## Características
O número de membros em uma câmara individual pode variar de algumas dezenas a mais de 800.000, como é o caso da Câmara Regional de Comércio e Indústria de Paris Île-de-France. Algumas organizações de câmara de comércio na China relatam números ainda maiores de membros. As câmaras de comércio podem variar em escopo de bairros individuais dentro de uma cidade ou vila até uma câmara de comércio internacional.
Nos Estados Unidos, as câmaras não funcionam da mesma forma que o Escritório para Melhoria de Mercado (Better Bussiness Bureau, ou BBB) na medida em que, embora essa instituição tenha a Autoridade de vincular os seus membros à proteção de uma doutrina de operação formal (e, portanto, pode removê-los caso surjam queixas relativas aos seus Serviços), os membros da câmara local são voluntários ou exigidos por lei. Algumas câmaras são parcialmente financiadas pelo Governo local, Outras são sem fins lucrativos, e algumas são uma combinação das duas. As câmaras de comércio também podem incluir: desenvolvimento empresas ou grupos (embora estes últimos possam, por vezes, ser um ramo formal de um governo local, os grupos trabalham em conjunto e podem, em alguns casos, partilhar instalações de escritório), bem como agências de turismo e visitantes. 
Algumas câmaras se juntaram a órgãos estaduais, nacionais (como a Câmara de Comércio dos Estados Unidos e as Câmaras de Comércio Britânicas ) e até internacionais (como Eurochambres, a Câmara de Comércio Internacional (ICC), Worldchambers). Atualmente, existem mais de 3.000 câmaras registradas no registro oficial da Worldchambers Network e a rede de câmaras de comércio é a maior rede de negócios do mundo. Essa rede é informal, com cada câmara local incorporada e operando separadamente, e não como um capítulo de uma câmara nacional ou estadual. 

## Modelos de câmara

### Câmaras comunitárias, municipais e regionais

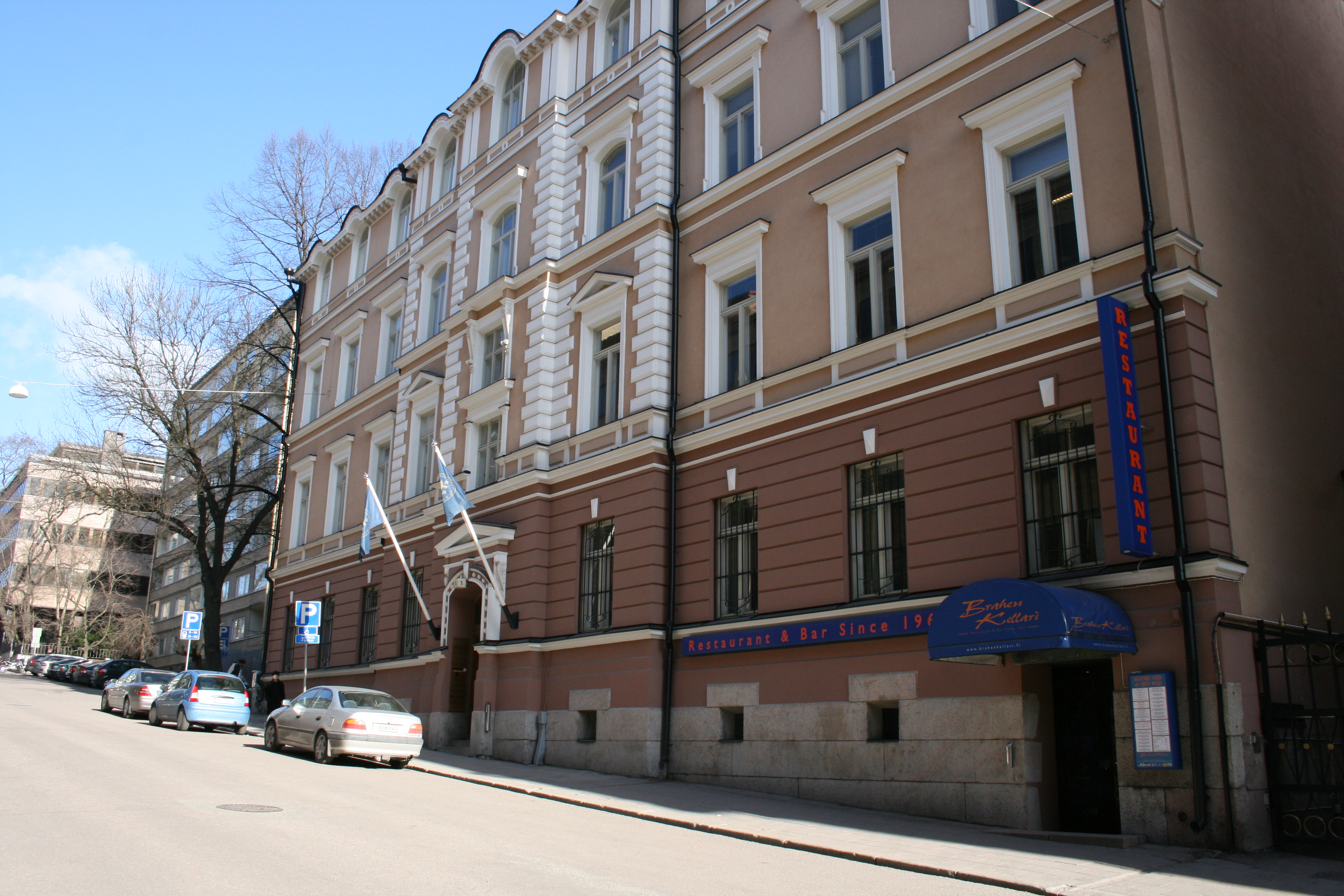
A Câmara de Comércio da Cidade de Turku (ao lado do restaurante local) ao longo da rua Puolalankatu em Turku, Finlândia

As câmaras de comércio nos Estados Unidos podem ser consideradas comunitárias, municipais, regionais, estaduais ou nacionais, como é o caso da Câmara de Comércio dos Estados Unidos. As Câmaras Municipais trabalham a nível local para reunir a comunidade empresarial para desenvolver redes locais fortes, o que pode resultar num intercâmbio entre empresas. Na maioria dos casos, as Câmaras Municipais trabalham com o governo local, como o prefeito, o conselho municipal e os representantes locais para desenvolver iniciativas pró-negócios. Existem também câmaras de comércio bilaterais que ligam os ambientes de negócios de dois países (por exemplo, Câmara de Comércio Romeno-Americana, Câmara de Comércio Moldávia-Americana).

### Câmaras comunitárias e Municipais
As câmaras de comércio comunitárias começaram  no Reino Unido e depois se espalharam para os EUA, tornando-se câmaras de comércio da cidade à medida que as comunidades se desenvolveram e se tornaram maiores. As câmaras de comércio comunitárias são menores e mais  tem um limite no número de membros.

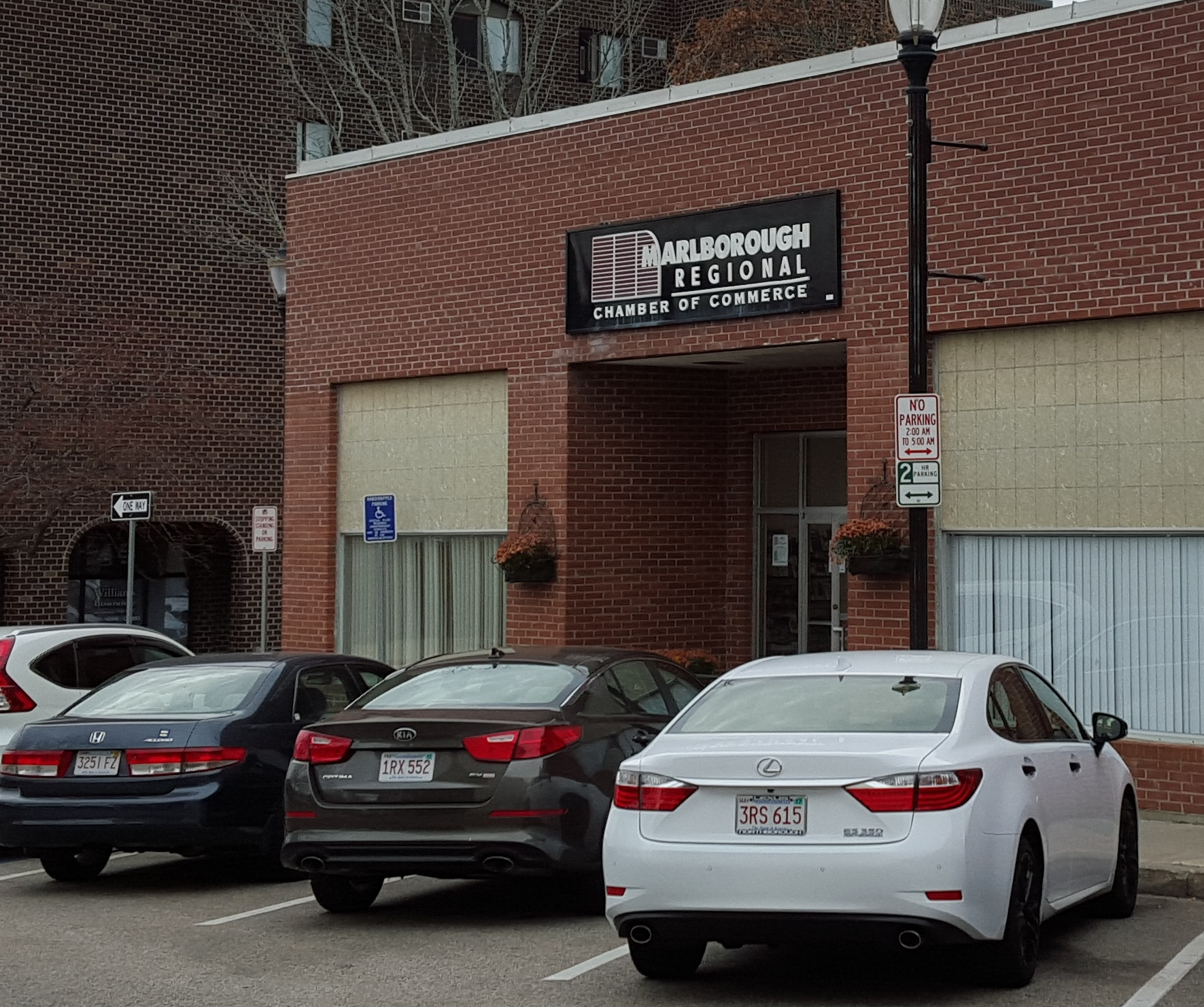
A Câmara Regional de Comércio de Marlborough em Marlborough, Massachusetts

As câmaras de comércio da cidade têm uma longa história nos EUA. A Câmara de Comércio de Charleston é uma das mais antigas, datando do período colonial de 1773. Nesse mesmo ano, a Câmara de Comércio de Boston organizou um protesto tributário famoso: The Boston Tea Party.
Em 2005 haviam mais de 2.800 câmaras de comércio nos Estados Unidos e 102 câmaras representando empresas americanas no exterior. Segundo a Associação de Executivos de Câmaras de Comércio (ACCE), existem cerca de 3.000 câmaras de comércio com pelo menos um funcionário e "milhares mais estabelecidas como entidades estritamente voluntárias".

### Câmaras estaduais
As câmaras de comércio estaduais são muito diferentes das câmaras de comércio locais e regionais, pois trabalham em questões estaduais e, às vezes, federais que afetam a comunidade empresarial. Assim como a câmara local é essencial para a comunidade empresarial local, as câmaras estaduais cumprem uma função única, servindo como uma voz de terceiros na legislação comercial importante que impacta a comunidade empresarial e é fundamental para moldar a legislação em seu respectivo estado. As Câmaras Estaduais trabalham com seu governador, representantes estaduais, senadores estaduais, líderes do Congresso dos EUA e senadores dos EUA. Em comparação com as associações comerciais estaduais, que servem como voz e recurso para uma determinada indústria, as câmaras estaduais são vistas como uma voz respeitada, representando toda a comunidade de empresaras para melhorar e defender um melhor ambiente de negócios.

### Câmaras nacionais e internacionais
Entender as necessidade nacionais ou internacionais relacionadas compreensão e informação é o principal serviço que estes níveis de câmaras de comércio prestam. Esses serviços são, na maioria dos casos, sem taxa ou custo para seus membros, alguns dos recursos oferecem serviços pessoais e/ou empresariais que podem ter uma taxa muito baixa (adesão a outra associação como a NRA, etc.).

### Câmaras obrigatórias ou de direito público
Sob o modelo de direito obrigatório ou de direito público, empresas de determinados tamanhos, tipos ou setores são obrigadas a se tornar membros de uma câmara de comércio. Este modelo é comum em países da União Europeia (por exemplo, França, Alemanha, Itália, Espanha, Áustria), bem como Japão e Indonésia. As principais tarefas das câmaras são a promoção do comércio exterior, a formação profissional, o desenvolvimento econômico regional e os serviços gerais aos seus membros. Às câmaras foram atribuídas responsabilidades de administração pública em vários domínios pelo Estado que exercem na gestão de ordem. As câmaras também têm função consultiva; isso significa que as câmaras devem ser consultadas sempre que uma nova lei relacionada à indústria ou ao comércio for proposta.
Na Alemanha, as câmaras de comércio e indústria ( IHK - Industrie- und Handelskammer ) e as câmaras de ofícios especializados ( HwK - Handwerkskammer ) são órgãos públicos estatutários com autogestão sob a inspecção do Ministério da Economia do Estado. As empresas são membros por lei de acordo com o ato da câmara ( IHK-Gesetz ) de 1956. Por isso, tais câmaras são muito maiores do que as câmaras de direito privado. A IHK Munich, a maior câmara de comércio alemã, tem 350.000 empresas associadas. A Alemanha também tem câmaras obrigatórias para "ocupações livres", como arquitetos, dentistas, engenheiros, advogados, notários, médicos e farmacêuticos.

### Câmaras de direito continental/privado
Sob o modelo privado, que existe em países de língua inglesa como EUA, Canadá ou Reino Unido, mas também na Suécia, Finlândia, Noruega e Dinamarca, as empresas não são obrigadas a se tornarem membros de uma câmara. No entanto, muitas vezes elas se tornam associadas para desenvolver seus contatos comerciais e, em relação às câmaras locais (o nível mais comum de organização), para demonstrar um compromisso com a economia local. Embora os governos não sejam obrigados a consultar as câmaras sobre as leis propostas, as câmaras são frequentemente contatadas devido à sua influência local e número de membros.

### Câmaras multilaterais
Uma câmara multilateral é formada por empresas ou/e pessoas físicas de diferentes países com interesse comercial comum em um país específico. Pode ainda ser atuante na representação dos interesses de investidores locais e estrangeiros naquele país específico, alcançado tais fins através de  promoção e proatividade em relação ao ambiente geral de negócios. As câmaras de comércio multilaterais são entidades independentes que fortalecem as relações comerciais e interações entre todos os atores econômicos, e seus membros podem se beneficiar de uma ampla gama de atividades que aumentam a visibilidade e a reputação de seus negócios.

### Pesquisa
Em muitos países, as Câmaras de Comércio são uma fonte de informação do setor privado. As informações geralmente são coletadas por meio de levantamentos dos membros da Câmara. A Pesquisa Econômica Trimestral das Câmaras de Comércio Britânicas é um exemplo de uma pesquisa das Câmaras de Comércio que é usada por departamentos governamentais oficiais como uma orientação para o desempenho da economia.